# Gary Waller
Gary Peter Anthony Waller (ur. 24 czerwca 1945 Bradford, zm. 21 lipca 2017) – brytyjski polityk Partii Konserwatywnej, deputowany Izby Gmin.

## Działalność polityczna
W okresie od 3 maja 1979 do 9 czerwca 1983 reprezentował okręg wyborczy Brighouse and Spenborough, a od 9 czerwca 1983 do 1 maja 1997 okręg wyborczy Keighley w brytyjskiej Izbie Gmin.